# Центральна дитяча бібліотека Нікополя
'Центральна дитяча бібліотека Нікополя (Нікопольська ЦДБ) — найбільша дитяча бібліотека в місті Нікополь Дніпропетровської області України. Знаходиться в історичному центрі міста.
Головним завдання бібліотеки є виховання в учнів інформаційної культури читання, любові до книги, уміння користуватись книгою та довідковим апаратом бібліотеки. Серед напрямів, які окреслені в основних напрямках роботи ЦДБ і пов'язані з невід'ємними функціями бібліотек як публічних культурних закладів, принципово значущим є доступ до інформації та знань.

## Адреса
Дніпропетровська область, місто Нікополь, Микитинська вулиця, дім 13.
Режим роботи: з 9:00 до 17:00, вихідний день — субота. Неділя — скорочений день: з 9:00 до 16:00.  Бібліотека розташовується в історичній будівлі міста — у житловому будинку колишнього торгового ряду Базарної площі. З 26 на 27 серпня 2022 року Збройні сили Російської Федерації атакували зі ствольної артилерії Нікополь, результатом ворожої атаки стало руйнування частини будівлі Дитячої бібліотеки.

## Бібліотечне обслуговування
Офіційний телефонний номер бібліотеки: 5-13-32.
Штат ЦДБ — 8 чоловік. Працівники бібліотеки протягом року обслуговують понад 2200 користувачів.
Бібліотека має кілька читальних залів, а саме - 2 великих дитячих і одну залу для дорослих.

## Інше
При ЦДБ збиралося об'єднання «Український розмовний клуб Нікополя», в кілька десятків учасників. Нікопольська дитяча бібліотека бере активну участь у конкурсах та заходах, які проводить обласна бібліотека для дітей, а також організовує свої заходи на рівні району.